# Місуркін Олег Григорович
Олег Григорович Місуркін (1937, місто Великі Луки, тепер Псковської області, Російська Федерація — ?) — латвійський радянський державний діяч, 1-й заступник голови Ради міністрів Латвійської РСР. Депутат Верховної Ради Латвійської РСР 11-го скликання в 1987—1990 роках. Член ЦК Комуністичної партії Латвії. Кандидат технічних наук.

## Життєпис
У 1961 році закінчив Ленінградський електромеханічний інститут імені Ульянова (Леніна).
Після закінчення інституту з 1961 року працював технологом, старшим технологом, начальником технологічного бюро, заступником головного технолога, головним технологом, головним конструктором Ризького заводу напівпровідникових приладів. Член КПРС.
У вересні 1971 — червні 1973 року — заступник головного інженера, заступник генерального директора Ризького виробничого об'єднання «Альфа» — Ризького заводу напівпровідникових приладів.
У червні 1973 — серпні 1985 року — головний інженер Ризького виробничого об'єднання «Альфа» — головний інженер Ризького заводу напівпровідникових приладів.
У серпні 1985 — вересні 1986 року — генеральний директор Ризького виробничо-технічного об'єднання «Альфа» імені 60-річчя СРСР — директор Ризького заводу напівпровідникових приладів.
26 вересня 1986 — 27 грудня 1988 року — заступник голови Ради міністрів Латвійської РСР.
27 грудня 1988 — 1990 року — 1-й заступник голови Ради міністрів Латвійської РСР.
Подальша доля невідома.

## Нагороди
- два ордени Трудового Червоного Прапора
- дві медалі
- Лауреат Державної премії Латвійської РСР
- Заслужений працівник промисловості Латвійської РСР